# Představitelé Liao-ningu
Představitelé Liao-ningu stojí v čele správy provincie. V čele správy Liao-ningu stojí guvernér (šeng-čang, 省长) řídící lidovou vládu Liao-ningu (Liao-ning-šeng žen-min čeng-fu, 遼寧省人民政府). Nejvyšší politické postavení v provincii má však tajemník liaoningského provinčního výboru Komunistické strany Číny, vládnoucí politické strany provincie i celého státu. K dalším předním představitelům Liao-ningu patří předseda provinčního lidového shromáždění (zastupitelského sboru) a předseda provinčního výboru Čínského lidového politického poradního shromáždění (ČLPPS).
V politickém systému Čínské lidové republiky, analogicky k centrální úrovni, má příslušný regionální výbor komunistické strany v čele s tajemníkem ve svých rukách celkové vedení, lidová vláda v čele guvernérem (u provincie) nebo starostou (u města) řídí administrativu regionu, lidové shromáždění plní funkce zastupitelského sboru a lidové politické poradní shromáždění má poradní a konzultativní funkci.

## Tajemníci liaoningského provinčního výboru Komunistické strany Číny (od 1954)
Liaoningské komunisty po roce 1954 vedl provinční výbor strany v čele s prvním tajemníkem. Po zřízení provinčního revolučního výboru v květnu 1968 jeho předseda stanul i v čele komunistů provincie. Od ledna 1971 opět fungoval provinční výbor strany v čele s prvním tajemníkem. Od roku 1983 v čele provinčního výboru KS Číny stojí tajemník s několika zástupci tajemníka.
Ve sloupci „Další funkce“ jsou uvedeny nejvýznamnější úřady zastávané současně s výkonem funkce tajemníka liaoningského výboru strany, případně předešlé a pozdější úřady na stejné nebo vyšší úrovni, zejména působení v politbyru a stálém výboru politbyra.
| Jméno (životní data)                    | Od            | Do            | Další funkce a poznámky |
| --------------------------------------- | ------------- | ------------- | --- |
| Chuang Ou-tung (黄欧东) (1905–1993)     | srpen 1954    | červen 1958   | guvernér Liao-ningu (1958–1967), předseda liaoningského provinčního výboru ČLPPS (1955–1959 a 1977–1980), předseda liaoningského provinčního lidového shromáždění (1980–1983) |
| Chuang Chuo-čching (黄火青) (1901–1999) | červen 1958   | leden 1967    | předtím první tajemník tchienťinského městského výboru KS Číny (1953–1958), předseda liaoningského provinčního výboru ČLPPS (1959–1967), později generální prokurátor Nejvyšší lidové prokuratury ČLR (1978–1983)                                                                        |
| Čchen Si-lien (陈锡联) (1915–1999)      | leden 1971    | prosinec 1973 | velitel šenjangského vojenského okruhu (1959–1973), předseda liaoningského revolučního výboru (1968–1973), člen 9. až 11. politbyra ÚV KS Číny (1969–1980), velitel pekingského vojenského okruhu (1973–1980)                                                                            |
| Ceng Šao-šan (曾绍山) (1914–1995)       | září 1975     | září 1978     | předseda liaoningského revolučního výboru (1975–1978) |
| Žen Čung-i (任仲夷) (1914–2005)         | září 1978     | listopad 1980 | předseda liaoningského revolučního výboru (1978–1980), později první tajemník kuangtungského provinčního výboru KS Číny (1980–1985) |
| Kuo Feng (郭峰) (1915–2005)             | listopad 1980 | červen 1985   | |
| Li Kuej-sien (李贵鲜) (* 1937)          | červen 1985   | duben 1986    | později první tajemník anchuejského provinčního výboru KS Číny (1986–1988), státní poradce státní rady (1988–1998), guvernér Čínské lidové banky (1988–1993), místopředseda celostátního výboru ČLPPS (1998–2008)                                                                        |
| Čchüan Šu-žen (全树仁) (1930–2008)      | duben 1986    | září 1993     | předtím guvernér Liao-ningu (1982–1986), později předseda liaoningského provinčního lidového shromáždění (1993–1998) |
| Ku Ťin-čch’ (顧金池) (1932–2009)        | září 1993     | srpen 1997    | předtím první tajemník kansuského provinčního výboru KS Číny (1990–1993) |
| Wen Š’-čen (闻世震) (1940–2021)         | srpen 1997    | prosinec 2004 | předtím guvernér Liao-ningu (1994–1998), předseda liaoningského provinčního lidového shromáždění (2003–2005) |
| Li Kche-čchiang (李克强) (* 1955)       | prosinec 2004 | říjen 2007    | předtím první tajemník Komunistického svazu mládeže Číny (1993–1998), guvernér Che-nanu (1998–2003), tajemník chenanského provinčního výboru KS Číny (2002–2004), předseda liaoningského provinčního lidového shromáždění (2005–2007), později člen stálého výboru politbyra (2007–2022) |
| Čang Wen-jüe (张文岳) (* 1944)          | říjen 2007    | listopad 2009 | předtím předseda liaoningského provinčního výboru ČLPPS (2003–2004), guvernér Liao-ningu (2004–2007) |
| Wang Min (王珉) (* 1950)                | listopad 2009 | květen 2015   | předtím guvernér Ťi-linu (2004–2006), tajemník ťilinského provinčního výboru KS Číny (2006–2009), předseda liaoningského provinčního lidového shromáždění (2010–2015) |
| Li Si (李希) (* 1956)                   | květen 2015   | říjen 2017    | předtím guvernér Liao-ningu (2014–2015), předseda liaoningského provinčního lidového shromáždění (2015–2018), později tajemník kuangtungského provinčního výboru KS Číny (2017–2022), člen politbyra ÚV KS Číny (2017– ), člen stálého výboru politbyra (2022– )                         |
| Čchen Čchiou-fa (陈求发) (* 1954)       | říjen 2017    | září 2020     | předtím ředitel Čínské státní vesmírné agentury (2010–2013), guvernér Liao-ningu (2015–2017), předseda liaoningského provinčního lidového shromáždění (2018–2021) |
| Čang Kuo-čching (张国清) (* 1964)       | září 2020     | listopad 2022 | předtím starosta Čchung-čchingu (2016–2018), starosta Tchien-ťinu (2018–2020), předseda liaoningského provinčního lidového shromáždění (2021–2023), později člen politbyra ÚV KS Číny (2022– )                                                                                           |
| Chao Pcheng (郝鹏) (* 1960)             | listopad 2022 | v úřadě       | předtím guvernér Čching-chaje (2013–2016), předseda Komise pro dohled a správu státního majetku (2016–2023), předseda liaoningského provinčního lidového shromáždění (2023– ) |

## Guvernéři Liao-ningu (od 1954)
Od ledna 1980 v čele civilní administrativy provincie Liao-ning stojí guvernér řídící lidovou vládu provincie. Předtím od roku 1954 do února 1955 provincii spravovala lidová vláda v čele s předsedou, poté lidový výbor v čele s guvernérem. Od května 1968 do ledna 1980 správu provincie vedl revoluční výbor Liao-ningu v čele s předsedou.
| Jméno (životní data)                | Od            | Do            | Další funkce a poznámky |
| ----------------------------------- | ------------- | ------------- | --- |
| Tu Če-cheng (杜者蘅) (1910–1975)    | srpen 1954    | říjen 1958    | |
| Chuang Ou-tung (黄欧东) (1905–1993) | říjen 1958    | leden 1967    | předtím první tajemník liaoningského provinčního výboru KS Číny (1954–1958), předseda liaoningského provinčního výboru ČLPPS (1955–1959 a 1977–1980), předseda liaoningského provinčního lidového shromáždění (1980–1983)                                                              |
| Čchen Si-lien (陈锡联) (1915–1999)  | květen 1968   | prosinec 1973 | velitel šenjangského vojenského okruhu (1959–1973), člen 9. až 11. politbyra ÚV KS Číny (1969–1980), první tajemník liaoningského provinčního výboru KS Číny (1971–1973), velitel pekingského vojenského okruhu (1973–1980)                                                            |
| Ceng Šao-šan (曾绍山) (1914–1995)   | září 1975     | září 1978     | první tajemník liaoningského provinčního výboru KS Číny (1975–1978) |
| Žen Čung-i (任仲夷) (1914–2005)     | září 1978     | leden 1980    | první tajemník liaoningského provinčního výboru KS Číny (1978–1980), později první tajemník kuangtungského provinčního výboru KS Číny (1980–1985) |
| Čchen Pchu-žu (陈璞如) (1918–1998)  | leden 1980    | duben 1982    | později ministr železnic (1982–1985) |
| Čchüan Šu-žen (全树仁) (1930–2008)  | duben 1982    | červenec 1986 | později tajemník liaoningského provinčního výboru KS Číny (1986–1993), předseda liaoningského provinčního lidového shromáždění (1993–1998) |
| Li Čchang-čchun (李长春) (* 1944)   | červenec 1986 | červenec 1990 | později guvernér Che-nanu (1990–1992), tajemník chenanského provinčního výboru KS Číny (1992–1998), tajemník kuangtungského provinčního výboru KS Číny (1998–2002), člen politbyra ÚV KS Číny (1997–2012), a stálého výboru politbyra (2002–2012)                                      |
| Jüe Čchi-feng (岳歧峰) (1931–2008)  | červenec 1990 | květen 1994   | předtím guvernér Che-peje (1988–1990), později tajemník chejlungťiangského provinčního výboru KS Číny (1994–1997) |
| Wen Š’-čen (闻世震) (1940–2021)     | květen 1994   | leden 1998    | později tajemník liaoningského provinčního výboru KS Číny (1997–2004), předseda liaoningského provinčního lidového shromáždění (2003–2005) |
| Čang Kuo-kuang (张国光) (* 1945)    | leden 1998    | leden 2001    | později guvernér Chu-peje (2001–2002) |
| Po Si-laj (薄熙来) (* 1949)         | leden 2001    | únor 2004     | později ministr obchodu (2004–2007), tajemník čchungčchingského městského výboru KS Číny (2007–2012), člen politbyra ÚV KS Číny (2007–2012) |
| Čang Wen-jüe (张文岳) (* 1944)      | únor 2004     | prosinec 2007 | předtím předseda liaoningského provinčního výboru ČLPPS (2003–2004), později tajemník liaoningského provinčního výboru KS Číny (2007–2009) |
| Čchen Čeng-kao (陈政高) (* 1952)    | prosinec 2007 | květen 2014   | později ministr bydlení a městského a venkovského rozvoje (2014–2017) |
| Li Si (李希) (* 1956)               | květen 2014   | květen 2015   | později tajemník liaoningského provinčního výboru KS Číny (2015–2017), předseda liaoningského provinčního lidového shromáždění (2015–2018), tajemník kuangtungského provinčního výboru KS Číny (2017–2022), člen politbyra ÚV KS Číny (2017– ), člen stálého výboru politbyra (2022– ) |
| Čchen Čchiou-fa (陈求发) (* 1954)   | květen 2015   | říjen 2017    | předtím ředitel Čínské státní vesmírné agentury (2010–2013), později tajemník liaoningského provinčního výboru KS Číny (2017–2020), předseda liaoningského provinčního lidového shromáždění (2018–2021)                                                                                |
| Tchang I-ťün (唐一军) (* 1961)      | říjen 2017    | duben 2020    | později ministr spravedlnosti (2020–2023), předseda ťiangsijského provinčního výboru ČLPPS (2023– ) |
| Liou Ning (刘宁) (* 1962)           | duben 2020    | říjen 2021    | předtím guvernér Čching-chaje (2018–2020), později tajemník kuangsijského oblastního výboru KS Číny (2021– ) |
| Li Le-čcheng (李乐成) (* 1965)      | říjen 2021    | v úřadě       | |

## Předsedové liaoningského provinčního lidového shromáždění (od 1979)
Od roku 2003 je předsedou liaoningského provinčního lidového shromáždění (to jest provinčního zastupitelského sboru) zpravidla volen tajemník liaoningského provinčního výboru KS Číny.
| Jméno (životní data)                 | Od            | Do            | Další funkce a poznámky |
| ------------------------------------ | ------------- | ------------- | --- |
| Chuang Ou-tung (黄欧东) (1905–1993)  | leden 1980    | duben 1983    | předtím tajemník liaoningského provinčního výboru KS Číny (1954–1958), předseda liaoningského provinčního výboru ČLPPS (1955–1959 a 1977–1980), guvernér Liao-ningu (1958–1967), předseda liaoningského provinčního lidového shromáždění (1980–1983)                               |
| Čang Čeng-te (张正德) (1918–1993)    | duben 1983    | leden 1988    | |
| Wang Kuang-čung (王光中) (1921–2018) | leden 1988    | březen 1993   | |
| Čchüan Šu-žen (全树仁) (1930–2008)   | březen 1993   | leden 1998    | předtím guvernér Liao-ningu (1982–1986), tajemník liaoningského provinčního výboru KS Číny (1986–1993) |
| Wang Chuaj-jüan (王怀远) (* 1938)    | leden 1998    | leden 2003    | |
| Wen Š’-čen (闻世震) (1940–2021)      | leden 2003    | únor 2005     | předtím guvernér Liao-ningu (1994–1998), tajemník liaoningského provinčního výboru KS Číny (1997–2004) |
| Li Kche-čchiang (李克强) (* 1955)    | únor 2005     | listopad 2007 | předtím první tajemník Komunistického svazu mládeže Číny (1993–1998), guvernér Che-nanu (1998–2003), tajemník chenanského provinčního výboru KS Číny (2002–2004), tajemník liaoningského provinčního výboru KS Číny (2004–2007), později člen stálého výboru politbyra (2007–2022) |
| Čang Si-lin (张锡林) (* 1944         | listopad 2007 | leden 2010    | |
| Wang Min (王珉) (* 1950)             | leden 2010    | květen 2015   | předtím guvernér Ťi-linu (2004–2006), tajemník ťilinského provinčního výboru KS Číny (2006–2009), tajemník liaoningského provinčního výboru KS Číny (2009–2015) |
| Li Si (李希) (* 1956)                | červen 2015   | leden 2018    | předtím guvernér Liao-ningu (2014–2015), tajemník liaoningského provinčního výboru KS Číny (2015–2017), později tajemník kuangtungského provinčního výboru KS Číny (2017–2022), člen politbyra ÚV KS Číny (2017– ), člen stálého výboru politbyra (2022– )                         |
| Čchen Čchiou-fa ( 陈求发) (* 1954)   | leden 2018    | leden 2021    | předtím ředitel Čínské státní vesmírné agentury (2010–2013), guvernér Liao-ningu (2015–2017), tajemník liaoningského provinčního výboru KS Číny (2017–2020) |
| Čang Kuo-čching (张国清) (* 1964)    | leden 2021    | leden 2023    | předtím starosta Čchung-čchingu (2016–2018), starosta Tchien-ťinu (2018–2020), tajemník liaoningského provinčního výboru KS Číny (2020–2022), později člen politbyra ÚV KS Číny (2022– )                                                                                           |
| Chao Pcheng (郝鹏) (* 1960)          | leden 2023    | v úřadě       | předtím guvernér Čching-chaje (2013–2016), předseda Komise pro dohled a správu státního majetku (2016–2023), tajemník liaoningského provinčního výboru KS Číny (2022– ) |

## Předsedové liaoningského provinčního výboru Čínského lidového politického poradního shromáždění (ČLPPS, od 1955)
| Jméno (životní data)                    | Od            | Do            | Další funkce a poznámky                                                                                |
| --------------------------------------- | ------------- | ------------- | --- |
| Chuang Ou-tung (黄欧东) (1905–1993)     | březen 1955   | červen 1959   | poprvé, první tajemník liaoningského provinčního výboru KS Číny (1954–1958)                            |
| Chuang Chuo-čching (黄火青) (1901–1999) | červen 1959   | 1967          | první tajemník liaoningského provinčního výboru KS Číny (1958–1967)                                    |
| Chuang Ou-tung (黄欧东) (1905–1993)     | prosinec 1977 | leden 1980    | podruhé, později předseda liaoningského provinčního lidového shromáždění (1980–1983)                   |
| Li Chuang (李荒) (1916–2014)            | leden 1980    | březen 1982   | |
| Sung Li (宋黎) (1911–2002)              | březen 1982   | červenec 1985 | |
| Sü Šao-fu (徐少甫) (1920–2003)          | červenec 1985 | březen 1993   | |
| Sun Čchi (孙奇) (* 1930)                | březen 1993   | únor 2001     | |
| Siao Cuo-fu (肖作福) (* 1939)           | únor 2001     | leden 2003    | |
| Čang Wen-jüe (张文岳) (* 1944)          | leden 2003    | únor 2004     | později guvernér Liao-ningu (2004–2007), tajemník liaoningského provinčního výboru KS Číny (2007–2009) |
| Kuo Tching-piao (郭廷标) (1942–2009)    | únor 2004     | leden 2008    | |
| Luo Lin (骆琳) (* 1955)                 | leden 2008    | prosinec 2008 | |
| Jüe Fu-chung (岳福洪) (* 1949)          | leden 2009    | leden 2013    | |
| Sia Te-žen (夏德仁) (* 1955)            | leden 2013    | leden 2021    | |
| Čou Po (周波) (* 1962)                  | leden 2021    | v úřadě       | |